# Nico Pyrotechnik
Die Nico Pyrotechnik Hanns-Jürgen Diederichs GmbH & Co. KG in Trittau war einer der größten europäischen Pyrotechnikanbieter. 
Mit rund 1.000 Beschäftigten allein in Deutschland hat die Firma pyrotechnische Erzeugnisse aller Art hergestellt und vertrieben. Das Produktionsprogramm umfasste von Klasse I-Fontänen über technische Artikel wie Seenotzeichen und Düngenebel bis zur Wehrtechnik die gesamte Breite moderner Pyrotechnik.

## Geschichte
Das Unternehmen wurde 1949 von Hans Moog, Hanns-Jürgen Diederichs und Heinrich Nicolaus in der gepachteten „Kunstfeuerwerkerei Gustav Burmester“ in Trittau gegründet. Hans Moog aus Wuppertal war als „Reichs-Cheffeuerwerker“ (u. a. Olympiade Berlin 1936) der Künstler, sein Prokurist Diederichs war der Kaufmann und Heinrich Nicolaus brachte die Rezepte aus seiner Fabrik in Meiningen/Thüringen mit. 1970 wurde die Rheinmetall GmbH Mehrheitsgesellschafter. Ende der 1990er Jahre war die Nico weltweit mit vielen Firmen verquickt oder war Eigentümer. Zu dieser Zeit gehörten unter anderem die Firmen Pyrotechnik Silberhütte, Oskar Lünig (später eingegangen in die Nico-Lünig Event), Dr. Zaphiroff und Nico Feuerwerk in Deutschland, Erich Liebenwein-Schult in Österreich, Pyroprecision in Kanada, Hammargrens in Schweden sowie Konic in Südkorea zu Nico.
Zu Beginn des neuen Jahrtausends zerfiel die Nico mit dem Rückzug des Hauptgesellschafters Rheinmetall. Von früheren Mitarbeitern und Geschäftspartnern werden unter dem Namen Nico weiterhin Feuerwerkskörper in den Firmen Nico-Feuerwerk und Nico-Lünig Event, mittlerweile in Nico EUROPE GmbH umbenannt, mit Sitz in Berlin, vertrieben.